# Genève Home Informations
Pour les articles homonymes, voir Ghi (homonymie).
GHI (abréviation de Genève Home Informations) est un hebdomadaire genevois gratuit, fondé le 6 novembre 1970 par Jean-Marie Fleury,,, spécialisé dans l'information locale et généraliste, ainsi que les petites annonces. Il est tiré à 270 000 exemplaires. Tout ménage, il est distribué dans le canton ainsi que dans le district vaudois de Nyon.

## Historique
Jusqu'en 2018, le journal était détenu à 50 % par SPN SA (appartenant à Jean-Marie Fleury) et à 50 % par Tamedia (tout comme Lausanne-Cités). En avril 2018, Tamedia annonce son projet de vendre ses parts au groupe Zeitunsghaus AG de Christoph Blocher,. En mai 2018, l'éditeur Jean-Marie Fleury annonce qu'il exerce son droit de préemption et rachète la totalité des actions, empêchant ainsi la prise de contrôle de Zeitunsghaus AG,. Il explique ce choix par des raisons sentimentales envers ces deux titres et la volonté de préserver l'indépendance éditoriale du quotidien, quel que soit le parti politique concerné.

## Collaborateurs
- Pascal Décaillet
- Thierry Meury
- Christian Campiche

## Anciens collaborateurs
- Gérard Le Roux[9]